# Morchella costata
Morchella costata är en svampart som först beskrevs av Étienne Pierre Ventenat, och fick sitt nu gällande namn av Christiaan Hendrik Persoon 1801. Morchella costata ingår i släktet Morchella och familjen Morchellaceae.   Inga underarter finns listade i Catalogue of Life.

## Källor

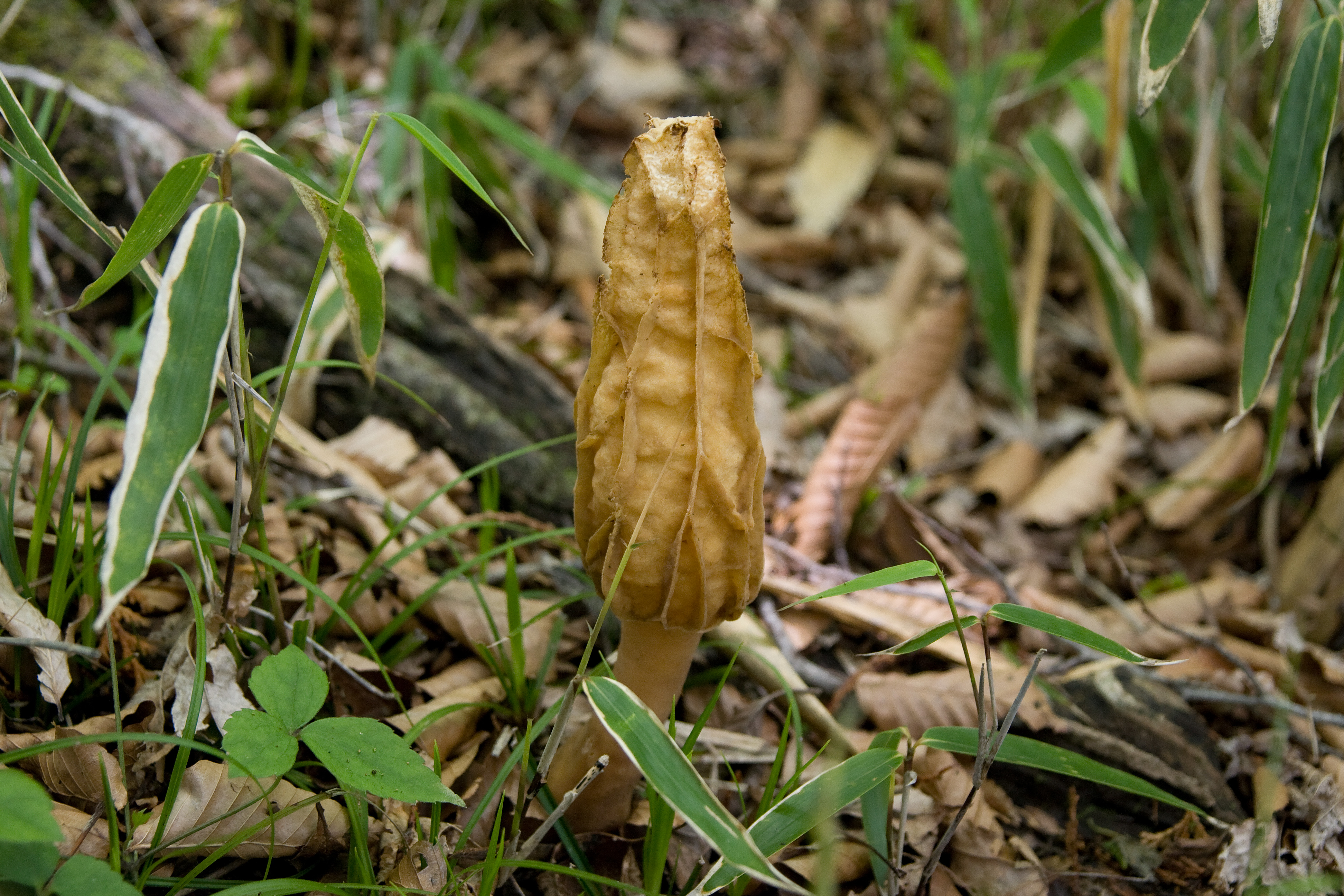
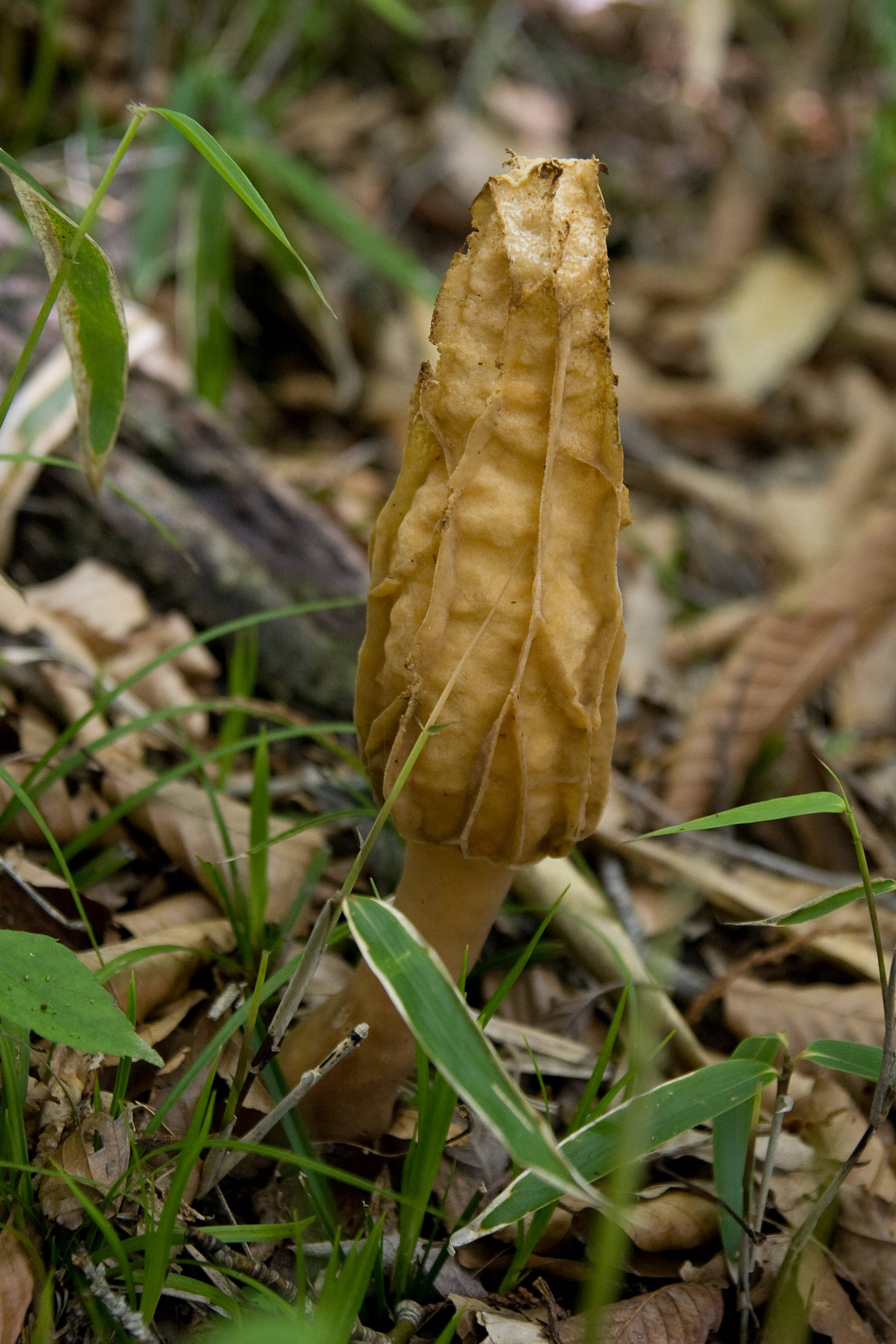
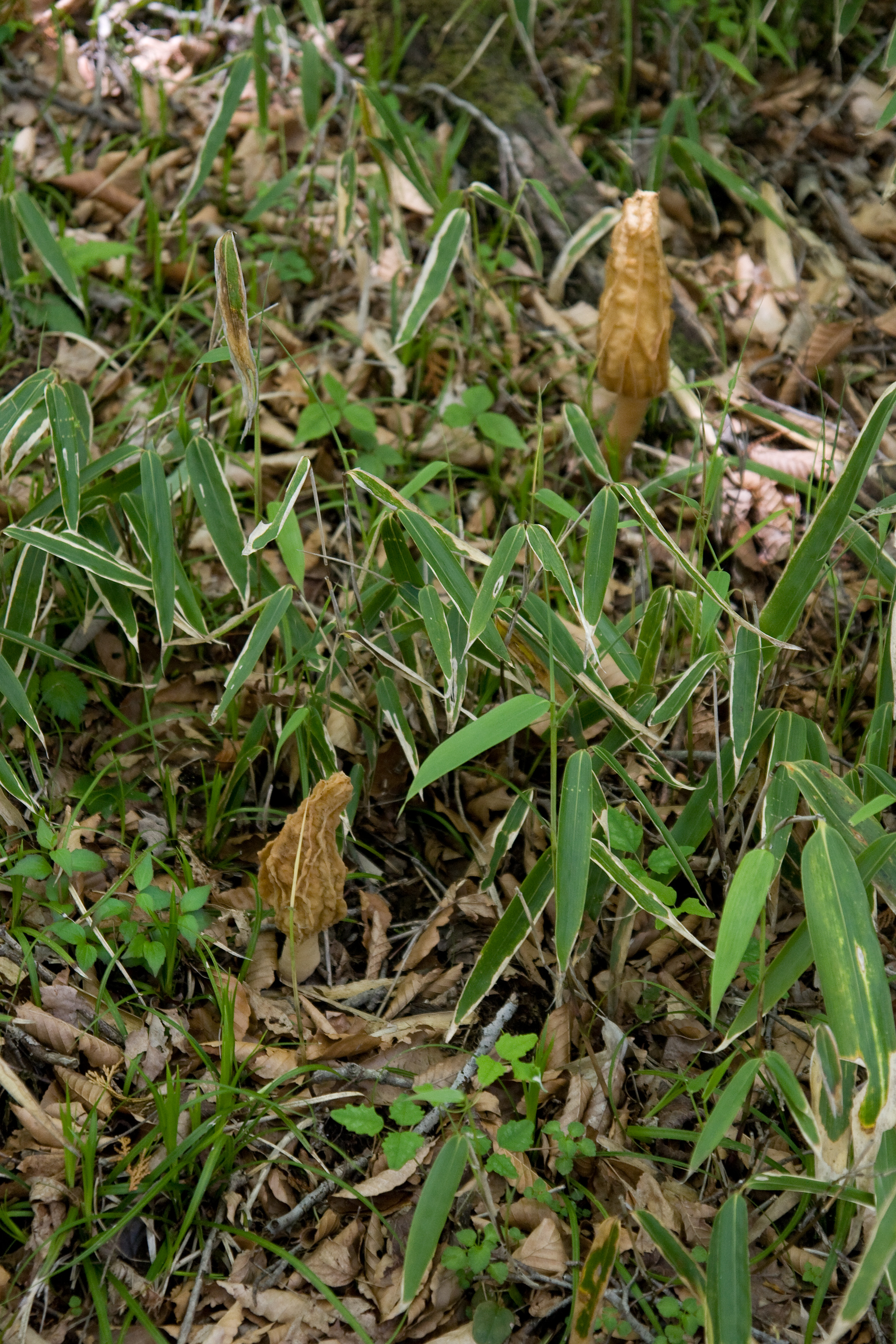